# Педагогическая психофизиология
Педагогическая психофизиология — прикладная область психофизиологии, изучающая закономерности и условия успешной передачи и усвоения знаний, умений и навыков, учитывая психофизиологические механизмы, индивидуальные психологические и физиологические характеристики обучающихся.

## Объект, предмет и задачи педагогической психофизиологии
Объект: изменения человека в процессе обучения.
Предмет: психофизиологические механизмы и закономерности, обеспечивающие функциональное состояние, психические процессы и состояния человека в процессе обучения.
Задачи:
- Функциональное состояние человека и его регуляция в процессе обучения на разных возрастных этапах
- Влияние типологических и индивидуально-личностных психофизиологических особенностей человека на результативность обучения
- Влияние внешних форм организации обучения и воздействия обучающего на психофизиологические параметры обучающегося
- Определение нормативных границ и рисков развития человека в процессе обучения
- Определение условий для максимального самораскрытия человека в процессе обучения на разных возрастных этапах
- Определение механизмов управления и самоуправления функциональным состоянием обучающегося
- Определение закономерностей взаимосвязи между деятельностью ЦНС и когнитивными процессами в структуре личности обучающегося на разных этапах обучения в разные возрастные периоды
- Развитие методов диагностики психофизиологических механизмов регуляции функционального состояния обучающегося
- Разработка психофизиологических основ дальнейшего совершенствования образовательного процесса на всех уровнях образовательной системы и др.

## История становления и проблематика области
Образовательный процесс является объектом изучения многих наук, таких как педагогика, социология, физиология, медицина, теория управления, общая, социальная, возрастная, педагогическая психологии ввиду специфики данного явления: сложность, многофункциональность, многокомпонентность. При этом традиционно проблемами обучения, познавательной деятельности обучающегося занималась педагогическая психология. Но современный этап научного знания характеризуется расширением и углублением научного поиска, направленного как на интеграцию (связь с другими научными областями), так и на дифференциацию (углубленное исследование выявленных феноменов и закономерностей внутри конкретных дисциплин). Таким образом, решение педагогических проблем представляется возможным только путем рассмотрения интегральной совокупности его компонентов (от биологической составляющей до высших форм социальных взаимодействий в обществе) и формирования общей методологии междисциплинарных исследований научных областей и, соответственно, выработка перспективных контактов между естественными и общественными дисциплинами для создания новых подходов в педагогической практике, существенных для повышения качества и эффективности образования. Такая междисциплинарность должна характеризоваться системным подходом к анализу формирования психики и поведения человека в процессе обучения и решением проблемы биосоциальной детерминации поведения, что входит в объект и предмет педагогической психофизиологии.
Одной из существующей проблем образования и педагогической психофизиологии является проблема управления процессом обучения, выбора режима обучения и оценивания успешности выбранного режима. Традиционно в педагогике и в педагогической психологии эффективность выбранной педагогической программы оценивается по различным формам отчетности усвоенных знаний и понятий, например, с помощью тестирования. При этом несмотря на то, что учение обеспечивается мозговыми структурами, вовсе не учитывается психофизиологический аспект результативности обучения и успешности закрепления полученных знаний.
Также Б. Г. Ананьевым была выделена ключевая проблема педагогики — проблема оптимизации обучения. Данная проблема в педагогической психофизиологии рассматривается через вопрос о том, является ли выбранный педагогом режим обучения оптимальным и согласующимся с точки зрения биологических критериев, учитывает ли он «биологическую цену», то есть энергетические затраты в ходе обучения, которые мы можем оценить через изменения функционального состояния учащихся.
Таким образом, развитие данной области научного знания направлено на выявление механизмов и потенциальных возможностей человеческого мозга в процессе обучения, а также анализаторов и других систем, связанных с когнитивной деятельностью. Важность развития обусловлена практической значимостью — успешным решением проблем образования и обучения человека в будущем — и теоретической значимостью —рассмотрение психофизиологических особенностей, которые напрямую влияют на психическое развитие человека и на процессы его обучения.
В рамках педагогической психофизиологии выявляются три значимые темы:
1. Влияние стресса на учебную деятельность.
2. Выявление и учёт индивидуальных различий в обучении.
3. Использование информационных технологий при мониторинге функционального состояния учащегося в процессе учения.

## Исследования стресса и тревожности в педагогической психофизиологии
Одной из важных тем в учебном процессе является влияние стресса и его последствия, сказывающиеся на обучении, в частности, негативные. Стресс оказывает совокупное влияние как на непосредственно процесс учения, так и на факторы, сопутствующие успешному протеканию познавательной деятельности: развитие и протекание когнитивных процессов, становление ребёнка как личности, формирование его индивидуального стиля деятельности. Помимо стресса на процесс учения отрицательно сказывается высокая индивидуальная тревожность и повышенная реактивность симпатической системы: учащиеся с такими особенностями чаще подвергаются стрессовой реакции и нарушению в мыслительной деятельности. Данный показатель обычно неразрыно связан с экзаменационным стрессом. Многие ученики и студенты сталкиваются с ним в связи с обязательным оцениваем результатов их учебной деятельности, которые фиксируются в образовательном процессе и являются показателем усвоения знаний и успешности выбранного педагогического метода.
Специфика педагогической психофизиологии помогла в исследованиях влияния стресса на обучение ввиду применения психофизиологических методов исследования. Дж. Спинксом было проведено исследование психофизиологических характеристик, которые предположительно являлись предикторами развития экзаменационного стресса. Активация симпатической системы регистрировалась по психофизиологической реакции организма — скорости привыкания электродермальной реакции к повторяющемуся звуковому тону и уровню потоотделения на ладони. Было установлено, что медленное закрепление реакции, выражаемой в изменении кожной проводимости на звук, во время летних каникул коррелировала с снижением содержания иммуноглобина в слюне в течение учебного года и сессии. Так, в период экзаменационной сессии у людей с более высокой симпатической активацией подавляется функция иммунной системы.
С помощью такого метода исследования функционального состояния головного мозга, как электроэнцефалография, было показано, что высокая личностная тревожность оказывает негативное влияние на такие психические функции, как произвольное внимание, которое можно увидеть на ЭЭГ по условному негативному отклонению (УНО), когда перед императивным стимулом (стимул, после которого необходимо нажать на кнопку после предупреждающего сигнала) возникает медленное нарастание негативного потенциала.
Таким образом, использование психофизиологических методов регистрации реакции организма позволяет предсказать реакцию того или иного человека ввиду его индивидуальных различий на стрессовую ситуацию, что крайне необходимо учитывать в обучении.

## Индивидуальные различия в обучении
В дискуссии, посвященной теме «Значения психофизиологических исследований для педагогической психологии», на заседании бюро Отделения психологии и возрастной физиологии Академии педагогических наук СССР Э. А. Голубева отмечала принципиальную важность учёта индивидуальных различий во всей психологии, поскольку каждый раздел психологии связан с данным вопросом и отвлечение от данного вопроса рассматривается как «временное самоограничение, естественное во всяком научном исследовании». В качестве показательного примера Э. А. Голубева приводит исследовательскую работу З. И. Калмыковой, в которой было отмечено то, что индивидуальные особенности учеников пересиливают возрастные: существуют второклассники, которые могут решить задачу на условия равновесия рычагов «на самом высшем уровне», но и есть ученики шестого класса, которые не могут успешно справиться с данной задачей. Т. А. Власова в своем докладе обратила внимание на то, что индивидуальные особенности учащихся должны быть представлены в общем виде, «то есть должны быть представлены как общая характеристика определённого возраста», поскольку в условиях учебного процесса в школе среда, в котором учатся дети, является общей. Также очень важна позиция, отношение учителя и необходимость снабдить преподавательский состав знаниями по управлению группой детей с учётом индивидуального подхода к каждому ребёнку. Индивидуальные особенности должны обязательно быть учтены, ведь обучение, построенное с принятием их во внимание, будет эффективным, поскольку оно к тому же помогает углублению учебного интереса и развитию познавательной мотивации. А индивидуальные различия, которые связаны с механизмами регуляции функциональных состояний учащихся, обеспечивают данные явления.

## Компьютеризация школ
Обучение, как психическая деятельность, регулируемая активацией определённых мозговых структур, неразрывно связана с таким понятием как функциональное состояние. Эффективность выполнения действия и результативность обучения достигается при оптимальном функциональном состоянии, то есть при умеренной, не высокой и не низкой, активации нервной системы.
При учебном процессе можно выделить следующие факторы, влияющие на функциональное состояние:
- содержание решаемой задачи,
- уровень, степень её трудности,
- заинтересованность человека в её успешном решении,
- сила и характер положительного и отрицательного подкрепления,
- индивидуальные особенности учащегося.

Таким образом, перед педагогической психофизиологией стоит задача мониторинга функционального состояния в учебном процессе, оценка индивидуальных психофизиологических показателей, особенно тех, которые связаны с регуляцией состояний и влияющих на неоптимальные функциональные состояния, и существующая в педагогической психологии задача фиксации результатов обучения. Для обеспечения выполнения данных задач в рамках учебного процесса подходящим становится создание условий для компьютеризации образовательных пространств, позволяющая через компьютеризированную оценку фиксировать показатель успешности процесса учения и контроля регуляции психофизиологических показателей, обеспечивающих оптимальную когнитивную деятельность. Также компьютеризация позволяет сделать обучение индивидуализированным. К примеру, отслеживать и идентифицировать состояния тревожности, агрессии, депрессии для дальнейшей корректировки негативного отношения к учёбе, способное активировать оборонительный рефлекс, которой в свою очередь может сформировать негативное отношение как относительно конкретного учебного предмета, так по отношению ко всей учебной деятельности, и к тому может блокировать ориентировочный рефлекс, актуализирующий исследовательское поведение, являющийся антагонистом депрессии и тревожности и обеспечивающий успешную реализацию «обучения через исследование».

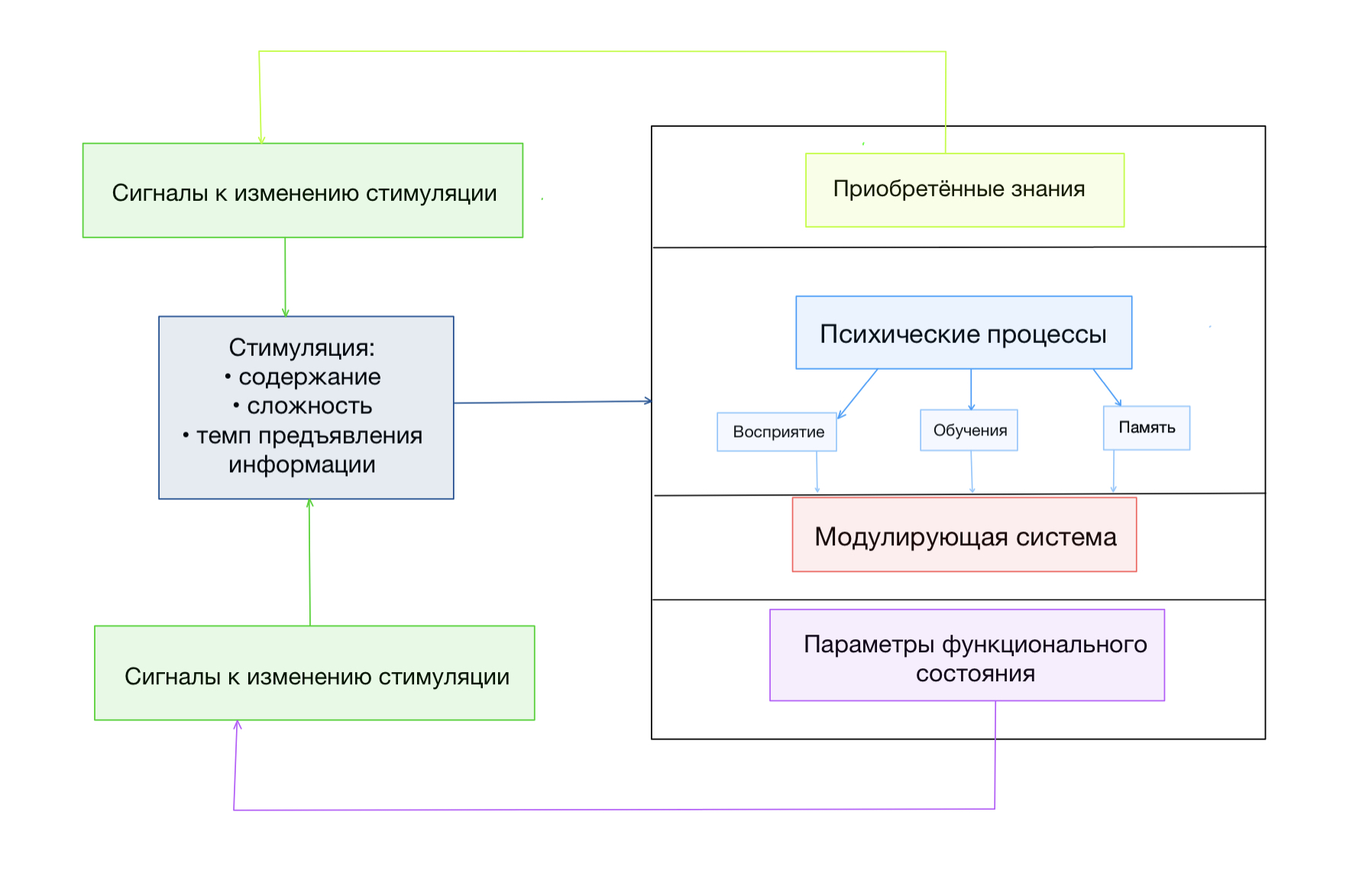
Схема двухконтурного управления обучением, по Н. Н. Даниловой: по результатам приобретенных знаний и по результатам мониторинга индивидуального функционального состояния.

Н. Н. Данилова оформляет идею реализации данного контроля психофизиологических параметров и усвоения знаний в виде схемы двухконтурного управления обучением.
В схеме можно выделить правую и левую, верхнюю и нижнюю части:
- правая часть: сложная живая система, обрабатывающая информацию и обеспечивающая обучение
- левая часть: блок стимуляции
- верхняя часть: управление обучением по результатам приобретения знаний
- нижняя часть: контроль психофизиологических показателей состояния

Так, происходит контроль текущего состояния обучающегося по физиологическим данным, которые учитывают получаемое подкрепление (положительное или негативное), образование положительных или негативных эмоций и учёт биоритмов мозга, фиксируемых ЭЭГ, и тем самым, происходит регулирование содержания, темпа и величины информационной нагрузки в зависимости от функционального состояния.
В 1988—1989 гг. канадский психофизиолог К. Мангина в школьных условиях попытался оптимизировать процесс обучения за счет ведения его в коридоре оптимального состояния, то есть с постоянной поддержкой оптимального функционального состояния учеников, и было продемонстрировано, что управления функциональным состоянием и ведение его в коридоре оптимального состояния может повысить эффективность обучения даже у детей с задержкой в развитии.

## Примечание
1. 1 2 3 4  Данилова Н.Н. Психофизиология. — 1999.
2. ↑  Заседание бюро Отделения психологии и возрастной физиологии Академии педагогических наук СССР, тема дискуссии и обсуждения "Значения психофизиологических исследований для педагогической психологии". www.voppsy.ru. Дата обращения: 31 октября 2020. Архивировано 21 июля 2020 года.
3. ↑  Mangina C.A., Beuzeron-Mangina J.H. Learning Abilities and Disabilities: Effective Diagnosis and Treatment // International Journal of Psychophisiology. — 1988. — № 6.. — С. P. 79–89..